# 易飛網
易飛網國際旅行社股份有限公司（英語：ezfly，櫃檯中心：2734），創立於1999年，主要業務為提供機票網路購票與即時訂位服務，為台灣首間從事網路購票訂位機制的公司。2024年正式改名為易飛旅遊。

## 歷史
易飛旅遊成立於1999年，前身是遠東航空的電子訂票部門。由遠東航空前董事長崔湧發起，創立之初由遠東航空、復興航空與立榮航空三方合資。
2008年，遠東航空爆發財務危機，立榮航空指派廖志偉接任易飛網總經理。2010年，前燦星旅行社總經理李克敬與其友人買下復興航空與立榮航空持有的六成股份，取得易飛網經營權，由李克敬任總經理。2018年，李克敬請辭易飛網總經理，由周昀生接任。

## 外部連結
- 易飛網 （页面存档备份，存于） （繁體中文）
- 易飛網的Facebook專頁
- 易飛網的Instagram帳戶